# Gustav von Blome
Otto Paul Julius Gustav Lehnsgraf von Blome (Hannover, 18 mei 1829 - Bad Kissingen, 24 augustus 1906) was een Oostenrijkse topdiplomaat in het Oostenrijkse Keizerrijk en een vurige conservatieve katholiek. In 1867, toen het Oostenrijks keizerrijk door de Ausgleich in Oostenrijk-Hongarije opging, werd Gustav lid van het Herrenhaus (het Oostenrijkse Hogerhuis). Deze functie oefende hij niet lang uit, want hij vond dat dit tegen de principes van zijn conservatieve ideeën waren. Von Blome was een kleinkind van Klemens von Metternich.

## literatuur
- LAMBERTS, E., Het gevecht met Leviathan: een verhaal over de politieke ordening in Europa (1815-1965), Amsterdam, 2011.
- Idem. 'The Struggle with Leviathan.Social Responses to the Omnipotence of the State, 1815-1965. Leuven, 2016.
- Idem. 'Les catholiques et l'État. Un tableau européen (1815-1965). Parijs, 2018.
- "Blome Gustav Graf", Österreichisches Biographisches Lexikon 1815–1950, deel I, Wenen, 1957, 94.